# Иж (острво)
Иж (итал. Eso),  ) је острво у Средњем каналу Задарског архипелага u Јадранском мору, површине 17,60 км², дужине 12,1 км.
Јужна страна је изграђена од кречњака, а северна претежно од доломита, па је ту и више обрадивих површина. Највиши врх је Корињак 168 m. У Порту је извор воде Вруља. Насеља су Вели Иж и Мали Иж са 557 становника (попис 2001).
Име му је предроманско (Константин Порфирогенит пише Ез). Био је насељен још у праисторијско доба. У средњем веку и касније био је у поседу задарских племића и грађана. После 1948. број становника видно опада.
Осим пољопривреде, у прошлости је било развијено рибарство и бродоградња, а много се Велоижана бавило и грнчарством. Данас је једино важно маслинарство. Активно становништво се бави поморством, а на самом острву бродоградњом и туризмом.
Од културно-историјских споменика треба поменути Жупну цркву Св. Петра у Велом Ижу из 14. века, али она није сачувана у првобитном облику. Сачуван је дворац задарске породице Canagietti; дворац породице Fanfogna, саграђен прво у романичком стилу, али је касније преуређиван, претворен је у 19. веку у школу. Изнад села Мали Иж је предроманичка црквица (из 11. века) кружног облика са полукружном апсидом којој је у 17. веку дограђен правоугаони брод. Недалеко од ње је утврђени дворац. 
Вели Иж има сачувано старо језгро, а у средишту места је обновљена црква Св. Петра и Павла. Етнографска збирка Велог Ижа чува бројне примерке аутентичне ишке керамике и алата традиционалног лончарског заната.
Сваке године 29. јула одржава се Ишка фешта. Мештани се тада облаче у традиционалне ношње, изводе се стари острвски пласови, песме и припремају домаћа јела. Врхунац свечаности је избор "ишког краља" с мандатом од годину дана. 

## Околна острва
|  | Околна острва: 1. Вели оток 2. Мали оток 3. Средњи оток 4. Глуровић 5. Кудица 6. Фулија 7. Маслиновац 8. Лушки оток 9. Рутњак 10. Кнежак 11. Шкољић 12. Томешњак 13. Мртовњак |